# Begijnhof Borgloon
Het Begijnhof van Borgloon was een begijnhof dat zich bevond buiten de wallen van Borgloon, direct ten westen ervan in de wijk Graethem.

## Geschiedenis
Reeds omstreeks 1185 werd hier een hospitaal gesticht, dat beheerd werd door de Johannieters. Hierbij werd ook een hospitaalkapel gebouwd. In deze kapel werd Lodewijk I van Loon, en later ook zijn vrouw Agnes, begraven.
In 1174 schonk Agnes, toen weduwe, het hospitaal en bijhorende goederen aan de Abdij van Villers. Ook grafelijke gronden bij Heks werden aan het hospitaal toegewezen. Geleidelijk aan vestigden zich vrome vrouwen rondom het hospitaal. In 1258 of 1259 was er definitief van een begijnhof sprake. Het benoemingsrecht van de negen begijnen viel onder de Abdij van Villers. De kapel deed nu zowel als hospitaal- als begijnhofkapel dienst. In 1582 werden de rechten van hospitaal en begijnhof toegewezen aan het Sint-Lambertuskapittel te Luik.
In 1654 werden de negen begijnenhuizen verwoest door de troepen van Karel IV van Lotharingen. De huizen werden later weer herbouwd.
In 1714 waren de gebouwen van het hospitaal vervallen en werd deze instelling naar de overzijde van de weg verplaatst. In 1784 werd het overgenomen door het armenbestuur van Borgloon.

## Neergang en huidige tijd
In 1797 (beloken tijd) kwam het begijnhof onder het Bureau van Weldadigheid en in 1802, toen er nog vier begijnen leefden, werd het begijnhof omgevormd tot bejaardentehuis. In 1814 werd de kapel opengesteld voor de publieke eredienst. Op het terrein werd omstreeks 1840 een oudemannenhuis gebouwd, dat later nog werd vergroot. In 1846 kwam er ook een meisjesschool bij, die door de Zusters van Liefde werd gedreven. Deze school verhuisde in 1849 naar het voormalige Birgittijnenklooster.
Het bejaardentehuis kreeg omstreeks 1910 een eigen kapel in neogotische stijl. Deze kwam in het verlengde van de oude kapel te liggen. De hospitaal- en begijnhofkapel ging deel uitmaken van het huidige OCMW van Borgloon. Ze is beschermd als monument en in gebruik als tentoonstellingsruimte.